# كلوديا هاموند
كلوديا هاموند (بالإنجليزية: Claudia Hammond)‏ هي مقدمة تلفزيونية وصحفية بريطانية، ولدت في 23 مايو 1971 في المملكة المتحدة.

## وصلات خارجية
- كلوديا هاموند على موقع IMDb (الإنجليزية)